# Maria z Alanii
Maria z Alanii (ur. ok. 1050, zm. po 1103 na Prinkipios na Wyspach Książęcych) – cesarzowa bizantyńska. 

## Życiorys
Jej ojcem był Bagrat IV, król Gruzji. Był słynna ze swojej urody i około 1066 roku została żoną Michała VII Dukasa. W 1074 urodziła mu następcę Konstantyna Dukasa. W momencie abdykacji męża (31 marca 1078) schroniła się w klasztorze. Jan Dukas zaaranżował jej kolejne małżeństwo z nowym władcą Niceforem III Botaniatesem. Wobec nie poparcia praw do tronu jej syna przez Nicefora w 1081 roku poparła bunt Komnenów. Zmarła po 1103 roku na Wyspach Książęcych. 